# Macrozamia douglasii
Macrozamia douglasii là một loài thực vật hạt trần trong họ Zamiaceae. Loài này được W.Hill ex F.M.Bailey mô tả khoa học đầu tiên năm 1883.